# Prix Heinrich-Schmidt-Barrien
Le prix Heinrich-Schmidt-Barrien (Heinrich-Schmidt-Barrien-Preis) est décerné à des personnes et à des institutions qui ont apporté une contribution particulière à la préservation du bas allemand.

## Histoire
Le prix tire son nom de l'écrivain bas allemand Heinrich Schmidt-Barrien. Le prix Heinrich-Schmidt-Barrien est décerné de 2000 à 2006 par le Bremer Kulturverein Freizeit 2000. Le prix n'est pas décerné en 2007. L'amicale "Dat Huus op'n Bulten" reprend l'attribution du prix qui est décerné à nouveau en 2008.
En guise de récompense, le lauréat reçoit un trophée sous la forme d'un buste de l'écrivain Heinrich Schmidt Barrien.

## Lauréats
- 2000 : Gerd Spiekermann
- 2001 : Jan Cornelius
- 2002 : Théâtre Waldau
- 2003 : Talk op Platt
- 2004 : Théâtre Ohnsorg
- 2005 : Godewind
- 2006 : Ina Müller
- 2008 : Jürgen Ludwigs (pour son engagement en faveur du bas allemand, entre autres en tant qu'auteur de manuels scolaires pour le bas allemand et son implication dans l'élaboration des programmes d'enseignement du bas allemand dans les écoles de Brême)
- 2009 : Filemoker (Sulingen)[1]
- 2010 : Heinrich Kröger
- 2011 : Theater in OHZ / Scharmbecker Speeldeel
- 2012 : le groupe électro-hip-hop De fofftig Penns[2]
- 2013 : Birgit Lemmermann 3?
- 2014 : Plattolio (Christianne Nölting)
- 2015 : Heinrich Siefer[3],[4],[5],[6]
- 2016 : Hans Helge Ott
- 2017 : Institut pour le bas allemand (INS)
- 2018 : Hartmut Cyriacks + Peter Nissen
- 2019 : Heike Brüning, Heike Hiestermann, Nele Ohlsen, Andrea Schwarz, Henrike Stindt[7]
- 2020 : Yared Dibaba[8],[9]

## Littérature
- Johannes Rehder-Plümpe, „Heinrich-Schmidt-Barrien-Preis“ auf neuen Wegen?, in: Heimat-Rundblick. Geschichte, Kultur, Natur, Nr. 107, 4/2013 (Winter 2013), Druckerpresse-Verlag,  (ISSN 2191-4257), p. 16–18.